# Hannelore Kohl

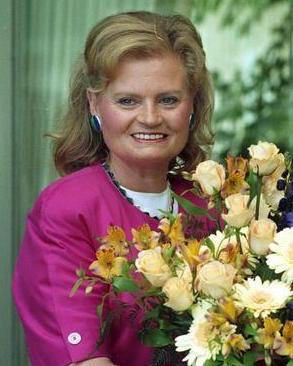
Hannelore Kohl (1991)

Johanna Klara Eleonore „Hannelore“ Kohl, geborene Renner (* 7. März 1933 in Berlin; † 5. Juli 2001 in Ludwigshafen am Rhein), war die Ehefrau des deutschen Bundeskanzlers Helmut Kohl.

## Leben

### Herkunft und Kindheit
Hannelore Kohl wurde 1933 als einziges Kind des Ingenieurs des Rüstungskonzerns HASAG und späteren Wehrwirtschaftsführers Wilhelm Renner (1890–1952) und dessen Ehefrau Irene (1897–1980, geborene Merling) in Berlin-Schöneberg geboren. Noch im selben Jahr zog die Familie nach Leipzig in die heutige Trufanowstraße 41. Dort besuchte sie ab 1939 die 32. Volksschule und bestand im Herbst 1943 die Aufnahmeprüfung an der renommierten Gaudigschule im Stadtteil Gohlis. Nach dem verheerenden Luftangriff auf Leipzig im Dezember 1943 wurde Hannelore zusammen mit ihrer Mutter zunächst nach Grimma, später nach Döbeln gebracht, wo sie das örtliche Gymnasium besuchte.
Bei einem weiteren Flächenangriff auf Leipzig im Februar 1945 wurde das Elternhaus zerstört.

### Kriegsende und Flucht
In den letzten Kriegstagen wurde Hannelore Kohl im Alter von zwölf Jahren von sowjetischen Soldaten mehrfach vergewaltigt und, in ihren Worten, „wie ein Zementsack“ aus dem Fenster geworfen. Durch die Misshandlungen erlitt sie eine Wirbelverletzung, an der sie zeitlebens zu leiden hatte. Am 5. Mai 1945, wenige Tage vor dem Kriegsende, flohen die zwölfjährige Hannelore und ihre Mutter mit dem Handkarren zunächst nach Taucha, von dort zusammen mit dem Vater nach Westdeutschland und erreichten im Juli 1945 Mutterstadt im heutigen Rheinland-Pfalz. Da das dortige Elternhaus des Vaters durch die Kriegsereignisse zerstört war, wohnte die Familie zunächst in einer 12 m² großen Waschküche, die durch in den Raum gehängte Decken in Wohn- und Schlafzimmer geteilt wurde. Wie viele Kinder der Nachkriegszeit litt sie, auch über den Hungerwinter 1946/47 hinaus, an Unterernährung.

### Ausbildung
Obwohl Hannelore Kohl noch nicht das vorgeschriebene Mindestalter erreicht hatte, absolvierte sie 1951 das französische Zentralabitur. Im selben Jahr begann sie ein Studium am Fachbereich Sprachwissenschaft der Johannes Gutenberg-Universität in Germersheim. Bedingt durch den frühen Tod des Vaters musste sie 1952 das Studium aus wirtschaftlichen Gründen aufgeben. Zunächst fand sie eine Anstellung beim Kohlhammer Verlag in Stuttgart; von 1953 bis 1960 arbeitete sie als kaufmännische Angestellte bei der BASF in Ludwigshafen.

### Ehe mit Helmut Kohl

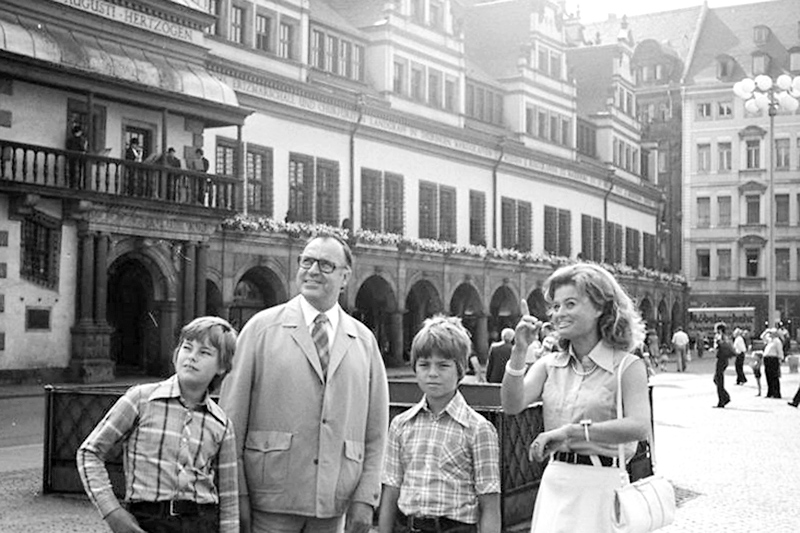
Hannelore Kohl mit ihrer Familie 1975 bei einem Privataufenthalt in Leipzig

Bei einem Klassenfest in Ludwigshafen lernte Hannelore Renner 1948 im Alter von fünfzehn Jahren den achtzehnjährigen Helmut Kohl (1930–2017) kennen, den sie nach zwölf Jahren Bekanntschaft am 27. Juni 1960 heiratete. Ab der Geburt ihrer beiden Söhne Walter (* 1963) und Peter (* 1965) widmete sich Hannelore Kohl ganz deren Erziehung. 
Als Helmut Kohl 1969 zum Ministerpräsidenten des Landes Rheinland-Pfalz gewählt wurde, war sie mit 36 Jahren die jüngste „Landesmutter“ in Deutschland. Trotz des zunehmenden Interesses der Journalisten, insbesondere auch später als Kanzlergattin, war es ihr wichtig, die Kinder aus den Medien herauszuhalten.
Anfang der 1970er Jahre begann die Rote Armee Fraktion (RAF) Anschläge und andere Gewalttaten u. a. gegen Spitzenvertreter der Politik auszuüben. Unter den von der RAF Ermordeten waren auch Freunde der Familie. Als Ministerpräsident und Bundesvorsitzender der CDU war auch Helmut Kohl besonders gefährdet. Die Bedrohung und ständige Angst um das Leben der Familie bedeuteten für sie eine permanente Belastung und das Gefühl, einer aufgezwungenen Gewaltsituation hilflos ausgeliefert zu sein.
Als Anfang der 1980er Jahre Helmut Kohl als Oppositionsführer den in der Bevölkerung umstrittenen, vom amtierenden Bundeskanzler Helmut Schmidt initiierten NATO-Doppelbeschluss unterstützte, wurde auch Hannelore Kohl bei Demonstrationen der Friedensbewegung öffentlich beschimpft und körperlich angegriffen. Zudem belasteten Kundgebungen vor dem Wohnhaus in Oggersheim das Privatleben der Familie. Die Vorgänge wurden von den Familienmitgliedern als Sippenhaftung wahrgenommen.
In der Öffentlichkeit entsprach sie jedoch immer dem Bild der glücklichen Ehefrau, so wie es von ihr erwartet wurde. Sie war stets bereit, unter allen Umständen Disziplin zu wahren.

### Wirken als Kanzlergattin
Hannelore Kohl sprach fließend Englisch und Französisch. Sie nutzte diese Fähigkeiten zum Umgang mit Staatsgästen und baute zu den Ehefrauen der Staatsmänner zum Teil freundschaftliche Beziehungen auf. Nach unwidersprochenen Berichten Helmut Kohls hat Hannelore Kohl an dem sogenannten Zehn-Punkte-Programm zum Erreichen der deutschen Einheit und Selbstständigkeit mitgewirkt. Helmut Kohl trug dieses Programm ohne Abstimmung selbst mit dem Koalitionspartner am 28. November 1989 dem Deutschen Bundestag vor.
Seit der Wahl ihres Ehemannes zum Bundeskanzler sah sich Hannelore Kohl Schmutzkampagnen und ehrverletzenden Schmähungen ausgesetzt. So wurde sie als „das blonde Dummchen von der Pfalz“ belächelt. Im Rahmen der 1999 aufgedeckten CDU-Spendenaffäre wurde sie auf der Straße für das Verhalten ihres Mannes angespuckt und als „Spendenhure“ beschimpft.

### Ehrenamtliche Tätigkeiten
1983 gründete sie das Kuratorium ZNS (2005 umbenannt in ZNS – Hannelore Kohl Stiftung) für hirnverletzte Unfallopfer mit Schädel-Hirn-Trauma und wurde dessen Präsidentin. Das Thema Hirnverletzte, deren geistige Fähigkeiten zu dieser Zeit noch häufig in Frage gestellt wurden, galt bis dahin in Deutschland in der Öffentlichkeit noch häufig als Tabu. 1985 wurde sie für ihr soziales Engagement mit dem Bambi geehrt, den sie zugunsten des ZNS versteigern ließ.
Auf ihre Initiative hin realisierte der Unternehmer Heinz Nixdorf geeignete Benutzerschnittstellen zur Kommunikation zwischen PC und hirnverletzten Patienten. Die BDH-Klinik Hessisch Oldendorf wurde mit Unterstützung des ZNS als erste Klinik mit einem entsprechenden System ausgestattet. 1986 präsentierte sie das von der Nixdorf Computer AG unterstützte Projekt Computer helfen heilen und leben.
Darüber hinaus organisierte sie Benefizveranstaltungen zugunsten des ZNS, wie die Konzerte Up with People in der Bonner Beethovenhalle, bei der sie selbst die Gäste am Buffet bediente, und trat als Schirmherrin von Wohltätigkeitsveranstaltungen wie etwa dem „Ball der Sterne“ auf. 1993 gründete sie die Hannelore-Kohl-Stiftung für Unfallopfer zur Förderung der Rehabilitation Hirnverletzter e. V., mit der auch Forschungen auf dem Gebiet der Neuro-Rehabilitation unterstützt wurden.
Ein Jahr vor ihrem Suizid wurde ihr von einem Journalisten des Westdeutschen Rundfunks Geldwäsche und Untreue bei ihrer Arbeit für das ZNS und die Stiftung unterstellt. Dies wurde von ihr als Vorbereitung des Rufmordes wahrgenommen und als Versuch, ihr öffentliches Lebenswerk zu zerstören. Obwohl die Anschuldigungen widerlegt wurden, geriet sie unter erheblichen psychischen und existenziellen Druck.
Hannelore Kohl war Mitglied im Zonta-Club Ludwigshafen.

### Krankheit und Tod
Seit Ende der 1960er Jahre war bei Hannelore Kohl eine Penicillin-Allergie bekannt. Seitdem wurde darauf geachtet, dass sie nicht mehr mit dieser Substanz in Kontakt kam. Im Februar 1993 kam es jedoch zu einem ärztlichen Behandlungsfehler: sie erhielt wegen einer Infektion ein Antibiotikum, welches eine dem Penicillin ähnliche Substanz enthielt. Dessen Einnahme führte zu einem zunächst lebensbedrohlichen Zustand; die als Lyell-Syndrom diagnostizierte Allergiereaktion erforderte einen mehrwöchigen Krankenhausaufenthalt.

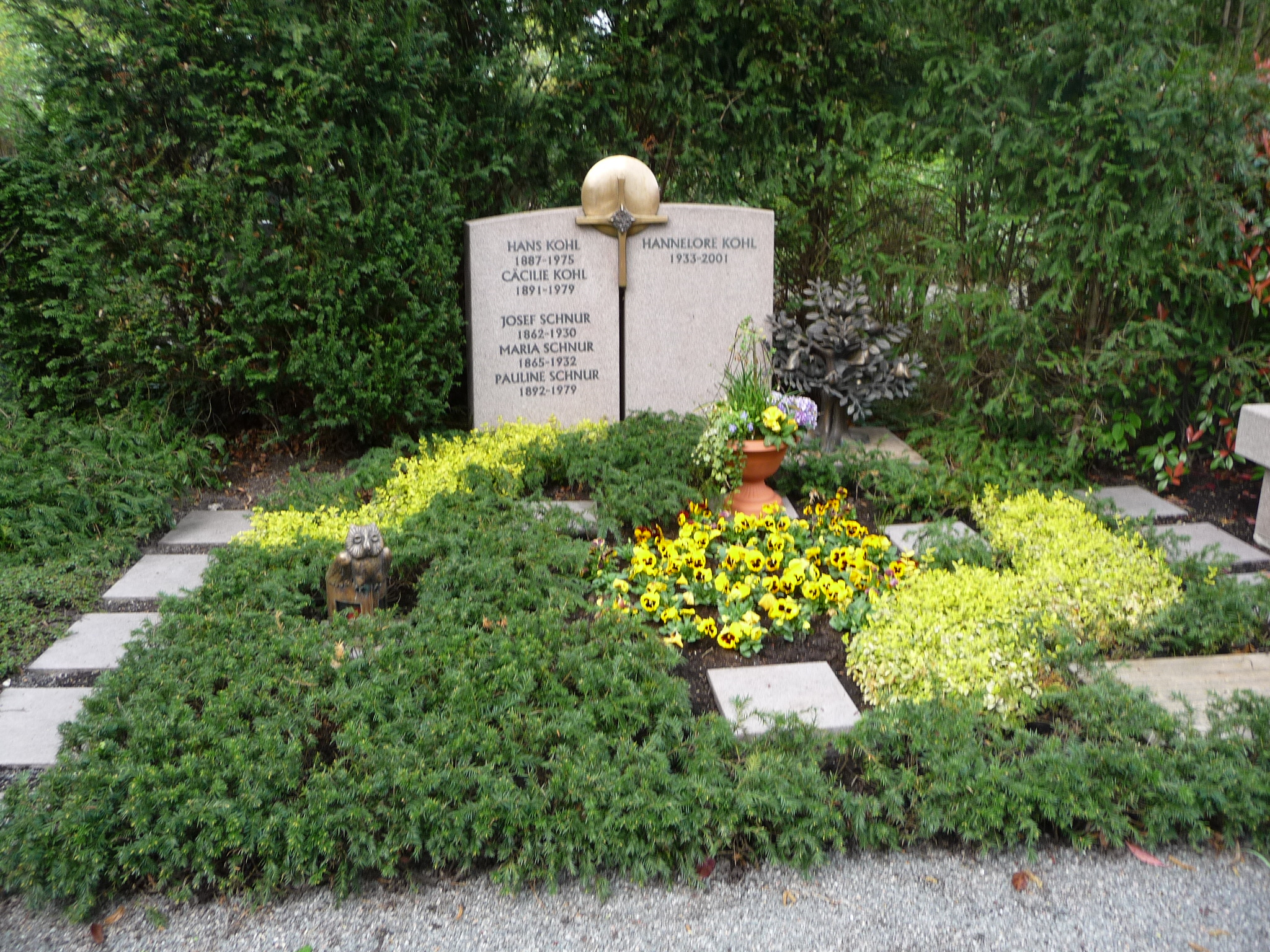
Grabstelle in Ludwigshafen-Friesenheim

Seither litt sie an einer nach Auffassung Heribert Schwans, der sich auf Dermatologen berief, heilbaren Lichtallergie bzw. einer schweren Depression; die Lichtallergie sei möglicherweise eine Lichturtikaria gewesen. Die Krankheit, die zunächst beherrschbar erschien, trat ab 2000 wieder verstärkt auf. Ab Mai 2000 konnte Hannelore Kohl das tagsüber abgedunkelte Haus nur nach Sonnenuntergang verlassen. Nach Angaben ihres Mannes in Interviews, die er mehrere Jahre später gab, litt sie an unerträglichen Schmerzen. An der Hochzeit ihres Sohnes Peter Kohl mit seiner türkischen Lebensgefährtin am 28. Mai 2001 in Istanbul konnte sie aufgrund ihrer Erkrankung nicht mehr teilnehmen.
Mit einer Überdosis Tabletten vollzog Hannelore Kohl am 5. Juli 2001 im Alter von 68 Jahren Suizid, während ihr Ehemann sich in Berlin aufhielt. Ihm und ihren Söhnen hinterließ sie einen Abschiedsbrief.  Eine Autopsie wurde nicht vorgenommen. Zuletzt hatte sie mit ihrem Mann an seinen Memoiren gearbeitet, wie sie in einem ihrer letzten Interviews sagte.
Über die Umstände von Hannelore Kohls Krankheit und Tod gab es in der Öffentlichkeit zahlreiche Spekulationen. So wurden auch psychosomatische Gründe ins Feld geführt. Bei der Diskussion um die CDU-Spendenaffäre ab Ende 1999 versuchten einige, auch sie hineinzuziehen, um ihrem Ehemann zu schaden. Auch die Vorwürfe, sie habe bei ihrer ehrenamtlichen Tätigkeit Geld für das von ihr gegründete Kuratorium ZNS beiseite geschafft, hinterließen bei ihr tiefe Verletzungen.
Die Trauerfeier fand unter großer Beteiligung der Bevölkerung nach katholischem Ritus im Dom zu Speyer statt. Anschließend erfolgte die Beisetzung im Familiengrab auf dem Friedhof Ludwigshafen-Friesenheim, wo auch ihre Schwiegereltern beerdigt sind.

## Auszeichnungen
- 1985: Bambi

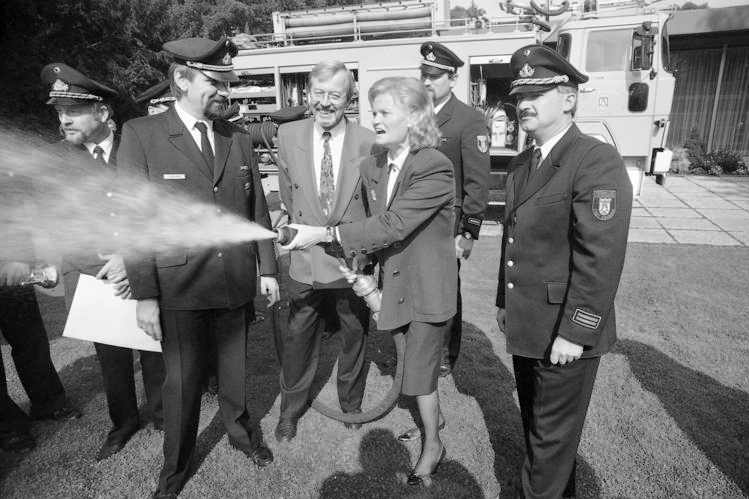
Für ihre Verdienste um hirnverletzte Unfallopfer wurde Kohl 1990 zum „Ehrenflorian“ der Freiwilligen Feuerwehr Siegburg ernannt

- 1987: USO International Service Award der USO
- 1988: Verdienstorden des Landes Rheinland-Pfalz
- 1995: Ehrendoktorwürde der Universität Greifswald
- 1997: Goldene Ehrennadel der Deutschen Gesellschaft für Unfallchirurgie
- 1999: Großes Bundesverdienstkreuz mit Stern[20]

Namensgebung
- Die ZNS – Hannelore Kohl Stiftung verleiht seit 1993 einen Hannelore Kohl Förderpreis an Nachwuchswissenschaftler für Leistungen auf dem Gebiet der Rehabilitation Hirnverletzter.
- Im Gedenken an Hannelore Kohl benannte die Stadt Ludwigshafen im Mai 2004 eine Uferpromenade am Rhein nach ihr.
- Ein im sächsischen Bennewitz gelegenes Wachkomazentrum ist nach Hannelore Kohl benannt.

## Theater, Hörspiel
- Um die leidensvolle Lebensgeschichte von Hannelore Kohl geht es in Johann Kresniks Tanzstück Hannelore Kohl, das im Dezember 2004 in der Bonner Oper uraufgeführt wurde.
- In seinem Hörspiel Hannelore oder So ein abgelichtetes Leben will verkraftet sein[21] reflektiert Patrick Findeis ihr Leben in einem fiktiven Dialog.
- Im März 2022 brachte das Kleine Theater Bonn mehrere Aufführungen des Stückes Hannelore Kohl – ein Leben im Schatten von Sascha Schmidt mit Christina Rohde in der Titelrolle.[22]

## Verfilmung
Die Dokumentation Hannelore Kohl – Die erste Frau aus dem Jahr 2020 widmet sich ihrem Leben.

## Werke
- Hannelore Kohl (Hrsg.): Kulinarische Reise durch deutsche Lande. Zabert Sandmann, München 1999, ISBN 3-924678-87-1 (mit Texten von Helmut Kohl).
- Hannelore Kohl: Was Journalisten „anrichten“. Pfälzische Verlagsanstalt, Landau/Pfalz 1986, ISBN 3-87629-098-8 (Kochbuch).